# نقاشی شماره پنج (۱۹۴۸)
نقاشی شماره پنج (انگلیسی: No. ۵, ۱۹۴۸) یک نقاشی از جکسون پولاک، نقاش آمریکایی مشهور و در جهت تکمیل فرم جنبش اکسپرسیونیست انتزاعی است. این نقاشی که بر روی ورقهٔ فیبر طرح گردیده، معمولاً با نام ورقهٔ ترکیب هم شناخته می‌شود، اندازه‌گیری حجم طرح از طرف پولاک در ابعاد ۲۴۰ در ۱۲۰ سانتیمتر در نظر گرفته شد.
پولاک جهت طرح این شاهکار خود، رنگ مایع را در نظر گرفت که به شکل خاص مشهور به رنگ‌های رزین مصنوعی است، اما به عنوان رنگ روغن برای طبقه‌بندی از مکمل رنگ جهت کار، ارجاع شده و در بازبینی از اثر رنگ‌های خاکستری، قهوه‌ای، سفید و رنگ زرد کاملاً مشهود است و نشان دهندهٔ راهی است که بسیاری از مردم آن را به عنوان مصطلح آن یعنی آشیانهٔ متراکم پرنده می‌شناسند.

## فُرم‌های پولاک در نقاشی‌هایش
جکسون پولاک را یکی از پیشگامان نقاشی اطواری یا اکشن پینتینگ می‌شناسند. این هنر شیوهٔ نوینی از نقاشی غیرشئی می‌باشد که تاریخ آغاز آن به سال ۱۹۵۰ میلادی باز می‌گردد، اجرای این فرم از نقاشی همراه است با اطوار و حرکات هیجان‌زدهٔ دست و اندام در کنار رنگ‌افشانی آزاد و اتفاقی بر پرده به منظور ابراز هر چه بیشتر شخصیت عاطفی نقاش بدون هیچگونه بازنمایی دنیای مشهودات، این شیوه برای نخستین بار در آمریکا و همان‌طور که گفته شد توسط پولاک تکوین یافت.